# Punta de Tarifa

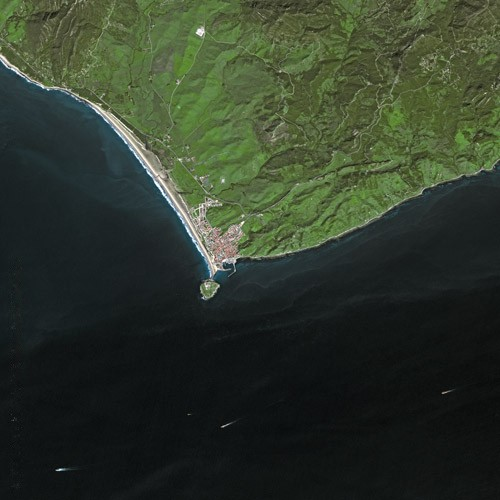
Punta de Tarifa văzut din spațiu

Punta de Tarifa (Punctul Tarifa, Punctul Marroqui), este un promontoriu (cap) din Spania, fiind cel mai sudic punct al Peninsulei Iberice și al Europei. El se află în provincia Cádiz și comunitatea autonomă Andalusia pe coasta Atlantică la Strâmtoarea Gibraltar. Din acest punct poate fi văzută coasta Marocului.
Situat în sud-vestul extrem, în dreptul insulei Turturelelor sau insula din Tarifa este cel mai sudic punct al Europei continentale (latitudine 36° N și longitudine 5°34' W), fiind și locul considerat ca trecerea (despărțirea) geografică între Oceanul Atlantic și Marea Mediterană, chiar în orașul Tarifa. Pe vârful acestuia în cel mai înalt punct al insulei este construit farul de la Punta de Tarifa.